# Meteorus trichogrammae
Meteorus trichogrammae är en stekelart som beskrevs av Wilkinson 1930. Meteorus trichogrammae ingår i släktet Meteorus och familjen bracksteklar. Inga underarter finns listade i Catalogue of Life.